# Helictophanes
Helictophanes is een geslacht van vlinders uit de onderfamilie Olethreutinae van de familie bladrollers (Tortricidae). De wetenschappelijke naam van het geslacht is voor het eerst geldig gepubliceerd in 1881 door Edward Meyrick.
De typesoort van het geslacht is Helictophanes uberana Meyrick, 1881

## Synoniemen
- Ruthita Clarke
  - Typesoort: Ruthita argillacea Clarke, 1976

## Soorten
- Helictophanes argillacea
- Helictophanes flava
- Helictophanes myriolychna
- Helictophanes prospera
- Helictophanes scambodes
- Helictophanes uberana